# Mania Velichia
Мания Величия (en ruso Megalomanía) es el álbum debut de la banda de heavy metal Aria. 

## Lista de canciones
| N.º | Título              | Letras             | Música                             | Título en español             | Duración |  |
| 1.  | «Это рок»           | Alexander Elin     | Vladimir Holstinin, Alik Granovsky | Este es el destino            | 5:54     |  |
| 2.  | «Тореро»            | Margarita Pushkina | Granovsky                          | Torero                        | 5:29     |  |
| 3.  | «Волонтёр»          | Elin               | Holstinin, Granovsky               | Voluntario                    | 8:24     |  |
| 4.  | «Бивни черных скал» | Elin               | Granovsky                          | Colmillos de las rocas negras | 4:51     |  |
| 5.  | «Мания величия»     | Instrumental       | Kirill Pokrovsky                   | Megalomanía                   | 1:49     |  |
| 6.  | «Жизнь задаром»     | Elin               | Holstinin, Granovsky               | La vida por nada              | 4:19     |  |
| 7.  | «Мечты»             | Elin               | Valery Kipelov                     | Sueños                        | 5:16     |  |
| 8.  | «Позади Америка»    | Elin               | Holstinin, Granovsky, Pokrovsky    | Detrás de América             | 5:14     |  |

## Créditos
- Valery Kipelov - Voz
- Vladimir Holstinin - Guitarra
- Alexander Granovsky - Bajo
- Alexander Lvov - Batería
- Kirill Pokrovsky - Teclado

- Datos: Q2995127